# Яворовка (Ивано-Франковская область)
Яворо́вка (укр. Яворівка) — село в Калушской общине Калушского района Ивано-Франковской области Украины.
Население по переписи 2001 года составляло 355 человек. Занимает площадь 11,28 км². Почтовый индекс — 77354. Телефонный код — 03472.